# Queso de Las Alpujarras
Il Queso de Las Alpujarras è un formaggio di capra pressato, fresco o stagionato, della regione orientale dell'Andalusia, che comprende le province di Granada e Almeria. Il formaggio prende il nome da La Alpujarra (o Las Alpujarras), una regione montuosa che occupa una parte del sud della provincia di Granada e l'ovest della provincia di Almeria. Questa zona ha una lunga storia e tradizione di allevamento di capre. È fatto con latte di capra bianca andaluso.